# Vitåfjord
De Vitåfjord is een meer in Zweden, in de gemeente Luleå. Het meer heeft  afhankelijk van de waterstand een wisselende grootte. In het noorden stroomt de rivier de Vitån het meer in, op de westoever liggen de dorpen Vitå en Midbyn. Aan de zuidkant wordt het door het eiland Bodön gescheiden van de Jämtöfjord. De Vitåfjord was in vroeger tijden een fjord aan zee, door het stijging van het hele gebied is het al een paar eeuwen een binnenmeer.